# ホットキャリア注入
固体電子デバイスのホットキャリア注入とは、電子や正孔が運動エネルギーを得てポテンシャル障壁に打ち勝ち、界面状態を壊す現象のこと。「ホット」という言葉はモデル化したキャリア密度に対する実効的な温度のことを指し、デバイス全体の温度のことでは無い。電荷キャリアはMOSFETのゲート絶縁膜にトラップされるため、トランジスタのスイッチング特性は永久的に変わる。ホットキャリア注入は固体デバイスの信頼性が悪化するメカニズムの一つである。

## 物理
「ホットキャリア注入」という言葉は通常MOSFETで使われる。キャリアは、シリコン基板の伝導チャネルから二酸化ケイ素(SiO2)のゲート絶縁膜へ注入される。
シリコンの伝導体からSiO2の伝導帯に移る（「ホット」になる）ためには、電子は~3.2 eVの運動エネルギーを得なければならない。また正孔がシリコンの価電子帯からSiO2の価電子帯に移るには、4.6 eVの運動エネルギーを持たなければならない。
「ホットエレクトロン」という言葉はキャリア密度(つまりフェルミ分布)をモデル化するときに使われる実効的な温度のことを言っており、半導体バルクの温度のことではない(暖かければホットエレクトロンの数は多くなるが、物理的には冷たくなり得る)。「ホットエレクトロン」という言葉は、半導体中の非平衡状態の電子(または正孔)を記述するために導入された。より大雑把には、この言葉はフェルミ分布によって記述できるがより高い実効的温度を持つ電子分布を記述する。この大きなエネルギーは電荷キャリアの移動度に影響し、その結果どのように半導体デバイス内を移動するかに影響する。
「ホットエレクトロン」は、正孔と再結合したりコレクターに向かって材料中を流れることはせず、半導体材料をトンネルする。その結果リーク電流が増加したり、ホットキャリアが周囲の絶縁膜の原子構造を乱して絶縁膜にダメージを与える。
ホットエレクトロンは高エネルギーの光子が半導体に衝突したとき生成する。光子のエネルギーを吸収すると電子は価電子帯から励起し電子正孔ペアを作る。電子が伝導帯を超えるのに十分なエネルギーを得た場合、ホットエレクトロンになる。ホットエレクトロンは高い実効的温度によって特徴づけられる。ホットエレクトロンは高い実効的温度をもつため非常に動きやすく、半導体を離れて周囲の材料に移動するおそれがある。
ホットエレクトロンフォノンによって消えたエネルギーは熱になり、デバイスの効率が悪化する。例えば太陽電池は、光を電気に変換する半導体の光起電力特性を利用している。ホットエレクトロン効果によって太陽電池では光エネルギーの一部が電気ではなく熱に変換して失われる。
ホットエレクトロンは、低温の縮退した半導体や金属でも一般的に生じる 。ホットエレクトロン効果を記述する多くのモデルが存在する。
最も単純なモデルは、3次元自由電子モデルに基づいて電子-フォノン相互作用を記述する。ホットエレクトロン効果のモデルによって電力散逸と電子ガス温度や過熱との相関が説明できる。

## トランジスタでの影響
MOSFETのホットエレクトロンは、ゲート酸化膜をトンネルしてゲート電流や基板リーク電流となる。ホットエレクトロンはチャネル領域からゲートへ、ドレイン領域から基板へ移動する。
例えばMOSFETではゲートが正でスイッチオンされた場合、電子が伝導チャネルを通ってドレインへ流れるように設計される。ホットエレクトロンはチャネルを通る電流として寄与せず、リーク電流となる。MOSFETのホットエレクトロン効果の改善のために、ゲート端でダイオードを逆バイアスに置いたり、lightly doped drainやダブルドープドレインにしたりする。電子がチャネルで加速された場合、平均自由行程の間はエネルギーを得る。このエネルギーが失われる方法として２通りがある。
1. キャリアが基板の原子に衝突し、コールドキャリアと電子正孔ペアが生成する。nMOSトランジスタの場合、生成した電子はチャネルによって集められ、生成した正孔は基板へ移動する。
2. キャリアがSi-H結合に衝突し結合を壊す。界面状態が作られ、水素原子は基板に放出される。

原子またはSi-H結合に衝突する確率はランダムで、各プロセスに含まれる平均エネルギーはどちらも同じである。
このため、基板電流が測定される。基板電流が大きいと多くの電子正孔ペアが作られ、Si-H結合崩壊が起きていることが分かる。
界面状態が作られた場合、閾値電圧が変化しサブスレッショルドスロープが低下する。これにより電流が低下し、集積回路の動作周波数が低下する。

## スケーリング
半導体製造技術が発展し、より速く複雑な集積回路の需要が増加したことで、MOSFETは縮小した。
しかしIC動作時の供給電圧に比例して小さくすることは、前の世代との互換性、ノイズマージン、電力と遅れ要求、閾値電圧の非スケーリング、サブスレッショルドスロープ、寄生容量などの因子のため可能でなかった
その結果、内部電場は積極的に縮小したMOSFETで増加するし、キャリア速度の増加(飽和速度まで)という付加的な利益がついてくる。それゆえスイッチングスピードが増加する。しかしこれらのデバイスの長期間動作での大きな信頼性の問題も存在する。電場が大きいと、デバイスの信頼に影響するホットキャリア注入を誘起するためである。
MOSFETの電場が大きいと、ホットキャリアと呼ばれる高エネルギーキャリアが存在する。ホットキャリアは高いエネルギーと運動量を持ち、半導体から周囲の絶縁膜（ゲート酸化膜やサイドウォール酸化膜、SOI MOSFETの埋め込み酸化膜など）へ注入される。

## 信頼性へのインパクト
酸化膜での移動キャリアが存在すると、デバイス特性を長期的に劇的に変化させる物理的ダメージプロセスの引き金となる。ダメージの蓄積によって最終的に閾値電圧のシフトなどの主要パラメーターを不合格にする。ホットキャリア注入によるダメージの蓄積によって引き起こされるデバイス特性の劣化は、ホットキャリア劣化と呼ばれる。
集積回路の耐用年数は、MOSデバイス自身の寿命によって影響される。最小限のデバイスからなる集積回路の耐用年数が短くならないために、MOSデバイスのホットキャリア注入による劣化を理解する必要がある。ホットキャリア注入による劣化を正確に特徴化できないと、最終的に保証やサポートなどのビジネスコストに影響を与え、ファンドリやIC製造メーカーの売り上げにインパクトを与える。

## 放射効果との関係
ホットキャリア注入は基本的に、電離放射線効果と同じである。これは宇宙系で太陽プロトン、電子、X線、ガンマ線に晒された半導体の総線量ダメージとして知られる。

## ホットキャリア注入とNORフラッシュメモリセル
ホットキャリア注入はEPROMセルなど多くの不揮発性メモリの動作の基本となる。ホットキャリア注入が回路の信頼性に悪影響すると認識されると、回路性能を損なうこと無くそれを低減するための製造戦略が考案された。
NORフラッシュメモリはゲート酸化膜に意図的にキャリアを注入してフローティングゲートを帯電させることにでホットキャリア注入を使っている。この電荷はMOSトランジスタロジック「0」状態を表す閾値電圧を変化させる。帯電してないフローティングゲートは「1」状態を表す。NORフラッシュメモリセルを消すことは、Fowler–Nordheimトンネル効果によって蓄えられた電荷を除去することに対応する。
通常のNORフラッシュ動作による酸化膜のダメージのため、ホットキャリア注入ダメージは書き込み消去サイクルに制限を与える。
酸化物の電荷を持つ能力とダメージトラップの形成は、離散的な1と0の電荷状態を持つ能力に影響を与える。よってホットキャリア注入ダメージによって徐々に不揮発性メモリロジックマージンウィンドウを閉じられる。1と0がもはや区別できない書き込み消去サイクルの数は、不揮発性メモリの耐久性を定義する。